# 1991 في الأرجنتين
فيما يلي قوائم الأحداث التي وقعت خلال عام 1991 في الأرجنتين.

## سياسة

### تعيين في المنصب
- 11 ديسمبر – خوليو حلاق Mayor of La Plata ‏.

## مواليد

### يناير
- 7 يناير – روبيرتو بيريرا لاعب كرة قدم أرجنتيني.
- 15 يناير – مارسيلو فيدال لاعب كرة قدم أرجنتيني.
- 26 يناير – إستيبان أندرادا لاعب كرة قدم أرجنتيني.
- 30 يناير – لوكاس ألبرتنغو لاعب كرة قدم أرجنتيني.

### فبراير
- 3 فبراير – ألن أليغري لاعب كرة قدم أرجنتيني.
- 16 فبراير – رودريغو أليندرو لاعب كرة قدم أرجنتيني.
- 22 فبراير – فرانك فابرا لاعب كرة قدم كولومبي.

### مارس
- 5 مارس – راميرو فونيس موري لاعب كرة قدم أرجنتيني.
- 5 مارس – روجيليو فونيس موري لاعب كرة قدم أرجنتيني.
- 10 مارس – ماورو دياز لاعب كرة قدم أرجنتيني.
- 14 مارس – فاكوندو فيرايرا لاعب كرة قدم أرجنتيني.
- 15 يناير – مارسيلو فيدال لاعب كرة قدم أرجنتيني.
- 21 مارس – أندريس تشافيز لاعب كرة قدم أرجنتيني.
- 23 مارس – فاكوندو كامبازو لاعب كرة سلة أرجنتيني.

### أبريل
- 5 أبريل – فرناندو آيلزاري لاعب كرة قدم أرجنتيني.
- 10 أبريل – إيمانويل إنسوا لاعب كرة قدم أرجنتيني.

### مايو
- 25 مايو – قايدو كاريجو لاعب كرة قدم أرجنتيني.

### يونيو
- 13 يونيو – إدواردو سيبولفيدا

### أغسطس
- 5 أغسطس – غويدو أندريوزي لاعب كرة مضرب أرجنتيني.

### أكتوبر
- 4 أكتوبر – لوكاس فيافانيز لاعب كرة قدم أرجنتيني.
- 10 أكتوبر – لالي إسبوسيتو
- 11 أكتوبر – غويلرمو فرنانديز لاعب كرة قدم أرجنتيني.
- 14 أكتوبر – ميلتون أليغري لاعب كرة قدم أرجنتيني.
- 28 أكتوبر – ماركوس أكونيا لاعب كرة قدم أرجنتيني.

### نوفمبر
- 5 نوفمبر – غوستافو ليشوك لاعب كرة قدم أرجنتيني.
- 13 نوفمبر – مانويلا بيتسو لاعبة كرة يد أرجنتينية.

## وفيات

### فبراير
- 24 فبراير – هيكتور ريال (مواليد 1928) مدرب، ولاعب كرة قدم أرجنتيني.

### أغسطس
- 13 أغسطس – أنتونيو ألبرينو (مواليد 1910) لاعب كرة قدم أرجنتيني.

### نوفمبر
- 6 نوفمبر – عمر أوريستي كورباتا (مواليد 1936) لاعب كرة قدم أرجنتيني.